# Giuseppe Moro
Giuseppe Moro (Carbonera, Provincia de Treviso, Italia, 16 de enero de 1921 - Porto Sant'Elpidio, Provincia de Fermo, Italia, 27 de enero de 1974) fue un futbolista italiano. Se desempeñaba en la posición de guardameta.

## Selección nacional
Fue internacional con la selección de fútbol de Italia en 9 ocasiones. Debutó el 12 de junio de 1949, en un encuentro ante la selección de Hungría que finalizó con marcador de 1-1.

### Participaciones en Copas del Mundo
| Mundial                        | Sede   | Resultado    |
| ------------------------------ | ------ | ------------ |
| Copa Mundial de Fútbol de 1950 | Brasil | Primera fase |

## Clubes
| Club                | País   | Año         |
| ------------------- | ------ | ----------- |
| A. S. Treviso       | Italia | 1938 - 1942 |
| Alessandria Calcio  | Italia | 1942 - 1943 |
| A. S. Treviso       | Italia | 1943 - 1947 |
| A. C. F. Fiorentina | Italia | 1947 - 1948 |
| A. S. Bari          | Italia | 1948 - 1949 |
| Torino F. C.        | Italia | 1949 - 1950 |
| Lucchese Libertas   | Italia | 1950 - 1951 |
| U. C. Sampdoria     | Italia | 1951 - 1953 |
| A. S. Roma          | Italia | 1953 - 1955 |
| Hellas Verona       | Italia | 1955 - 1956 |